# Gmeinder DE 500
Die DE 500, auch DE 500 C beziehungsweise laut Fabrikschild DE 500 Co, ist eine dieselelektrische Rangierlokomotive des Herstellers Gmeinder aus Mosbach mit Drehstrom-Antriebstechnik. Die elektrische Ausrüstung wurde von Siemens zugeliefert. Eine Maschine wurde im Jahre 1983 im Versuchsbetrieb bei der Deutschen Bundesbahn (DB) als 259 003-2 eingesetzt.
Neben drei Lieferungen in den frühen 1980er Jahren, darunter die oben erwähnte DB-Lokomotive, welche allesamt nach bereits 20 Dienstjahren schon wieder ausgemustert wurden und größtenteils verschrottet sind, bestand diese Typenreihe im Wesentlichen aus einer Lieferung von sechs Lokomotiven aus den Jahren 1990 bis 1991 an die BASF, die sich im Aufbau von den frühen Lieferungen unterschieden. Zeitlebens waren diese Maschinen im Stammwerk Ludwigshafen der BASF im Einsatz. Im Jahr 2015 gingen alle Maschinen nach 25 Dienstjahren zurück an Gmeinder, wurden in Mosbach abgestellt und zum Verkauf ausgeschrieben. Es kam nur zu einer weiteren Lieferung im Jahre 1990 an die Mülheimer VerkehrsGesellschaft für den Betrieb auf deren Hafenbahn. Diese Maschine gehört heute der Bentheimer Eisenbahn.